# Landvolkbewegung (Schleswig-Holstein)

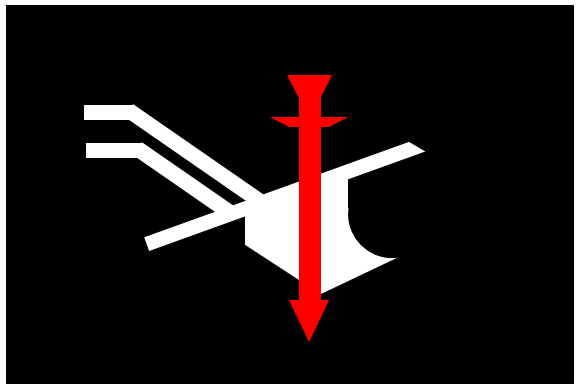
Fahne der Landvolkbewegung

Die schleswig-holsteinische Landvolkbewegung, die bald auf weitere Teile des Deutschen Reiches überging, bildete sich in Antwort auf die Agrarkrise der 1920er-Jahre, die sich 1927 verschärfte. Viele Bauern gerieten in existenzielle Not, es kam zu Steuerpfändungen gegen die Bauern. Die Landvolkbewegung organisierte einen Steuerboykott, forderte mehr als einmal die Staatsmacht heraus und verübte Sprengstoffanschläge. Zur Ausrichtung der Landvolkbewegung gehörten Völkischer Nationalismus, Antiparlamentarismus und Antisemitismus. Sie konnte daher von der NSDAP ausgenutzt und „umfunktioniert“ werden.
Führer der Bewegung waren Claus Heim und Wilhelm Hamkens. Ihr Symbol war eine schwarze Fahne mit weißem Pflug und rotem Schwert.

## Geschichte

### Sozialökonomische Voraussetzungen
Der Erste Weltkrieg und die seit dem Hungerwinter 1917 bis 1922 andauernde Zwangswirtschaft hatten für einen großen Investitionsstau in der Landwirtschaft gesorgt. Die große deutsche Inflation 1914 bis 1923 entschuldete zwar zahlreiche landwirtschaftliche Betriebe, vernichtete aber auch die Sparguthaben der Bauern. Da sich bei einer nachhinkenden Maschinenausstattung (übrigens bis in die 1960er Jahre) die Preisschere zwischen landwirtschaftlichen Erzeugnissen und Industrieprodukten in der Folgezeit immer weiter öffnete, waren die Landwirte gezwungen, neue Kredite aufzunehmen, denn die Investitionen, die zur Modernisierung der Infrastruktur bzw. zum Kauf von modernen Maschinen nötig waren, konnten nicht durch den Verkauf der agrarischen Produkte erwirtschaftet werden. Bei den Krediten handelte es sich zum größten Teil um US-amerikanische Wiederaufbaudarlehen, die im Gegensatz zu Krediten aus der Vorkriegszeit kurze Laufzeiten und ein relativ hohes Zinsniveau besaßen. Dieses Risiko wurde von vielen unterschätzt.
Ab 1925 konnte das Deutsche Reich wieder internationale Handelsverträge abschließen. Das öffnete den deutschen Markt vor allem für landwirtschaftliche Importe – zum Nachteil der heimischen Bauern. Steigende Steuern und Abgaben sorgten für zusätzliche Belastungen. Dass immer mehr landwirtschaftliche Betriebe in Existenznot gerieten, belegt die stetig ansteigende Zahl der Zwangsversteigerungen im gesamten Reich. Die hereinbrechende Agrarkrise und die Weltwirtschaftskrise ab 1929 führten zu einem allgemeinen Preisverfall landwirtschaftlicher Produkte durch eine nachlassende Inlandsnachfrage. Viele Betriebe brachen unter der Schuldenlast zusammen. Weder die Regierung noch die in drei Verbände zersplitterte landwirtschaftliche Berufsvertretung waren in der Lage, wirksame Abhilfe zu leisten. Die zugespitzte Situation – gerade im durch Missernten und Überschwemmungen noch zusätzlich gebeutelten Schleswig-Holstein – führte zu einer Radikalisierung der ländlichen Bevölkerung.
Begünstigt wurde diese Radikalisierung durch den Wandel von der Agrar- zur Industriegesellschaft, der sich seit Ende des 19. Jahrhunderts langsam vollzogen hatte. Im Deutschen Kaiserreich war das agrarische Milieu noch fest in der Gesellschaft integriert, galt es doch als eine Stütze des monarchischen Systems. Dieser schleichende Bedeutungsverlust führte zu einer Entfremdung vom demokratischen System der Weimarer Republik, mit dem sich viele Bauern nicht identifizieren konnten.

### Die Region
Die Dithmarscher Bauern waren vorwiegend Marschbauern, die wohlhabendsten in Norddeutschland und ohne ansässigen begüterten Adel, die die Weidemast von Schlachtvieh betrieben. Ihre Höfe waren alt und wurden im Erbfall nicht geteilt (Anerbenrecht), es gab Großbauern und Landarbeiter, die für Lohn arbeiteten. Auch die deutlich ärmeren Geestbauern waren wie die Marschbauern stets frei, nie leibeigen gewesen. Sie hatten aber keine landwirtschaftliche Selbstverwaltung wie die Eiderstedter oder Dithmarscher, sondern waren dem Landesherren unmittelbar untertan und hatten bis zur Bauernbefreiung Dienste und Abgaben zu leisten. Das östliche Hügelland hatte eine lange feudale Tradition mit Herzögen, leibeigenen Bauern und großen Gütern. Gutsuntertänige Dörfer gab es hier bis 1918.
1918 wurde die Schleswig-Holsteinische Bauern- und Landarbeiterdemokratie gegründet, die zunächst angesichts der Zwangswirtschaft durch das Kriegsernährungsamt und den Weiterbestand des alten Großgrundbesitzes hohe Wahlerfolge erzielte (Geest 38,4 %), aber 1921 wieder zerfiel, als die revolutionäre Bewegung abgeebbt war.
Von Zwangsversteigerungen besonders betroffen waren die Marschengebiete an Elbe und Westküste. In den Kreisen Pinneberg und Steinburg sowie in Süderdithmarschen hatten sich viele Bauern auf die kapitalintensive und marktabhängige Schweinemast spezialisiert. Die Region galt als Zentrum der deutschen Schweineproduktion. Als es 1927 durch billige Gefrierfleisch-Importe aus Polen zu einem Einbruch der Schweinepreise kam, standen viele Betriebe vor dem Aus.

### Aktionen und Protest
Zu ersten Protestkundgebungen am 28. Januar 1928 trafen sich insgesamt 140.000 Personen an der schleswig-holsteinischen Westküste. Allein in Heide (Holstein) kamen 20.000 Bauern zu einer Kundgebung. Organisiert wurden die Kundgebungen vor allem von Otto Johannsen aus Westerdeichstrich (Norderdithmarschen). Gespräche mit der Regierung scheiterten aber relativ schnell, die Bewegung begann sich zu radikalisieren und Johannsen geriet zusehends ins Abseits. Die Führung übernahmen daraufhin Claus Heim aus St. Annen (Norderdithmarschen) und Wilhelm Hamkens aus Tetenbüll (Eiderstedt). Auch im Oldenburger Münsterland und der Region Emsland/Bentheim kam es zu zahlreichen Demonstrationen, u. a. Mitte Januar 1928 zu einer Großdemonstration in Lingen an der Ems. Politisch profitierten hier die Christlichnationale Bauern- und Landvolkpartei sowie die Deutsch-Hannoversche Partei vom Unmut der Landbevölkerung, die sich im Oldenburger Münsterland und im Emsland vom Zentrum, in der Grafschaft Bentheim von der Deutschnationalen Volkspartei abwandte.
Erste Maßnahmen des passiven Ungehorsams waren ein Steuerboykott und Widerstand bei Pfändungen und Zwangsversteigerungen. Die Amtsvorsteher, Landjäger und Gemeindediener, die an diesen Aktionen beteiligt waren und auch in den Dörfern lebten, wurden sozialem Druck bis hin zu Schlägereien ausgeliefert. Oft sammelte sich bei derartigen Anlässen eine größere Gruppe Bauern und versuchte das Geschehen zu behindern. Ein besonders bekannter Fall war das Beidenflether Ochsenfeuer am 19. November 1928. Bei der versuchten Pfändung zweier Ochsen sammelten sich rund 200 mit Stöcken bewaffnete Bauern, die zusätzlich Feuer anzündeten und so die Ochsen wild machten. Die vollziehenden Gemeindediener wurden in die Flucht getrieben und mussten erst mit der Polizei zurückkommen, um die Tiere zu beschlagnahmen. 55 der Bauern wurden später wegen der Aktion verhaftet. Bei der Versteigerung konnten die Ochsen durch Spenden nach Beidenfleth zurückgekauft werden, was sich als großer Öffentlichkeitserfolg für die Landvolkbewegung erwies.
Am 4. März 1929 gründete sich die Steinburger Nothilfebewegung. 1.200 Bauern, die sich in Itzehoe versammelt hatten, verbrannten ihre Steuerbescheide, erklärten sich nach Artikel 1 der Weimarer Verfassung zum Volk und erklärten die gegen ihre Einwilligung erlassenen Steuerbescheide für rechtswidrig. Im August 1929 fand eine Großdemonstration in Neumünster statt. Die Bauern brachten ihre neue Fahne, schwarz mit silbernem Pflug und rotem Schwert, als Fahnenstange eine geradegeschmiedete Sense, mit. Es kam zu mehreren Zusammenstößen mit der mit Säbeln bewaffneten Polizei. Vor allem wurde die Fahne beschlagnahmt, was dazu führte, dass die Bauern zehn Monate lang die von der Landwirtschaft abhängige Stadt Neumünster boykottierten, was diese an den Rand des Ruins brachte. Beendet wurde dies erst durch eine feierliche Übergabe der Fahne an Mitglieder der Bewegung.
Weiter gingen Einzelne wie Claus Heim, der bereits 1928 als erster öffentlich die Idee des Steuerboykotts aufbrachte. Sie gingen von mehr oder weniger passivem Widerstand zu aktiven Taten über – eine Idee, die auch in der Bewegung weiten Widerhall fand. So lautete ein beliebtes Lied jener Zeit:
Herr Landrat, keine Bange,

Sie leben nicht mehr lange …

Heute nacht um Zwei,

da besuchen wir Sie,

Mit dem Wecker, dem Sprengstoff

und der Taschenbatterie!
Bereits im Winter 1928/29 war es innerhalb der Landvolkbewegung zu Differenzen über das weitere Vorgehen gekommen. Während der Flügel um Wilhelm Hamkens auf gewaltlose Aktionen setzte, schlugen andere um Heim einen radikaleren Weg ein. Unter seiner Führung organisierte eine Gruppe aus dem völkischen Milieu, die u. a. Verbindungen zu ehemaligen Freikorpsangehörigen unterhielt, mehrere Bombenanschläge. Auftakt bildete am 6. April 1929 ein Anschlag in der Dithmarscher Kleinstadt Wesselburen, wo zwei Handgranaten auf Bauernhäuser geworfen wurden, deren Besitzer Gegner der Landvolkbewegung waren. Beide Handgranaten zündeten allerdings nicht. Danach organisierte er bis zum 6. September zahlreiche Anschläge auf Landrats- und Finanzämter, unter anderem in Schleswig, Niebüll und Lüneburg. Auch in den Privathäusern einzelner Regierungsbeamter wurden Bomben deponiert. Es wurde dabei niemand verletzt. Um die Landvolkbewegung und die Anschläge zu finanzieren, hatte Heim einen beträchtlichen Teil seines Hofes in St. Annen-Österfeld verkauft und sich hoch verschuldet.

### Medien und Symbole
Wichtigstes Medium der Bewegung war Das Landvolk mit der Unterzeile Lewwer duad üs Slaaw! (eine Anspielung auf Detlev von Liliencrons Ballade Pidder Lüng), das 1929/1931 mit einer Auflage von bis zu 12.000 Stück erschien. Claus Heim veröffentlichte nach seiner Haftentlassung bis zum Verbot 1933 die Dusendüwelswarf. Beide Zeitungen argumentierten national-völkisch und bauten auf der Blut-und-Boden-Ideologie auf. In den Redaktionen der Zeitungen waren zu der Zeit „politisch schillernde Personen“ wie beispielsweise Ernst und Bruno von Salomon und Bodo Uhse, aber keine Bauern oder Agrarfachleute, tätig. Sprache und Ideologie der Zeitungen lassen sich deshalb nur begrenzt als für das Landvolk geltend ansehen.
Symbol der Bewegung war eine schwarze Fahne mit weißem Pflug und rotem Schwert. Sie wurde auf einer großen Bauerndemonstration in Neumünster 1929 das erste Mal mitgeführt. Da eine Sense an der Fahnenstange befestigt war, griff die Polizei ein und holte mit blankem Säbel die Fahne aus der Demonstration. Es gab verletzte Bauern. So wurde die Fahne zum Symbol der Landvolkbewegung. Peter Petersen, ein Aktivist der Landvolkbewegung und später aktives Mitglied der NSDAP (nach dem Krieg NPD-Mitglied), entwarf die Fahne (in dem Dokumentarfilm Stumpfe Sense – Scharfer Stahl; Bauern, Industrie und Nationalsozialismus berichtet er darüber sowie Margarethe Hamkens, Witwe des Landvolkführers Wilhelm Hamkens, erzählt über die Beschlagnahmung auf der Demonstration (s. u. nähere Angaben zum Film)).

### Landvolkbewegung und Nationalsozialismus
Die Landvolkbewegung verbanden mit nationalistischen Organisationen und der NSDAP (besonders mit deren „proletarischem Flügel“ um Otto Strasser), der Antiparlamentarismus, Antisemitismus, ständische Ordnungsvorstellungen, der Kulturpessimismus und Nationalismus.
Als zum passiven Widerstand auch die Bombenanschläge gegen Finanz- und Landratsämter der Gruppe um Claus Heim kamen, zogen sich manche Bauern zurück. Auch die NSDAP hielt es für taktisch ratsam, von der Landvolkbewegung abzurücken. Nach einem der ersten schweren Zusammenstöße in Neumünster verbot Hitler im Spätsommer 1929 in einer parteiamtlichen Verfügung den Mitgliedern der NSDAP jede Betätigung in der Landvolkbewegung. Der schleswig-holsteinische NSDAP-Gauleiter hatte schon im März des Jahres in einem Rundschreiben darauf hingewiesen, dass es der Partei, die bemüht war die Öffentlichkeit von ihren legalen Absichten zu überzeugen, sehr geschadet hatte, mit der Landvolkbewegung in Verbindung gebracht zu werden.
Für die NSDAP war die Landvolkbewegung ein Konkurrent, obwohl ideologisch zwischen beiden eine enge Verwandtschaft bestand. Als die Bewegung zusammengebrochen war, gingen ihre Anhänger ganz überwiegend zur NSDAP. Mit ihrer auf antisemitischen und antikapitalistischen Motiven aufbauenden Agitation hatte sie jedoch wesentlich den Grundstein für den Durchbruch der Nationalsozialisten gelegt, die in den Hochburgen der Landvolkbewegung weit überdurchschnittliche Wahlergebnisse errangen. Bei der Reichstagswahl 1928 erreichten sie in den beiden Dithmarscher Kreisen jeweils circa 17 % und in Steinburg etwa 10 %, während sie reichsweit noch bei 2,6 % lagen. 1930 erzielte die NSDAP in der Provinz Schleswig-Holstein mit 27 Prozent der Stimmen sogar ihr bestes Ergebnis in den 35 Wahlkreisen des Reichs; nur in wenigen Landkreisen wie Südtondern und Flensburg stellte die Christlich-Nationale Bauern- und Landvolkpartei vorübergehend eine ernstzunehmende Konkurrenz dar. Die Übergänge zwischen Landvolkbewegung und Nationalsozialistischer Deutscher Arbeiterpartei (NSDAP) waren fließend, viele Landvolk-Akteure waren bereits Mitglied der NSDAP. Der Landvolk-Führer Wilhelm Hamkens aus Tetenbüll, nicht zu verwechseln mit dem namensgleichen NSDAP-Mitglied Wilhelm Hamkens, zog sich jedoch in der Zeit des Nationalsozialismus aus dem öffentlichen Leben zurück.

## Literarische Rezeption
Die Landvolkbewegung ist der Gegenstand von Hans Falladas Buch Bauern, Bonzen und Bomben (1931). Es handelt davon, wie Ehrhardt-Leute und Stahlhelm-Aktivisten sich bemühen, die Aktionen der Landvolkbewegung in ihr Modell einer konservativen Revolution umzudeuten.
Ernst von Salomon schildert die Geschichte der Landvolkbewegung in seinem semi-dokumentarischen Roman Die Stadt (1932). In seinem späteren Werk Der Fragebogen (1951) berichtet der Autor innerhalb mehrerer Kapitel über seine eigene Tätigkeit für Das Landvolk, die Zeitung der Bewegung.
Herbert Volck beschreibt die Vorgänge in seinem Buch Rebellen um Ehre. Mein Kampf für die nationale Erhebung (1932) aus völkisch-nationalistischer Sicht.
Bodo Uhse berichtet in seinem autobiografischen Roman Söldner und Soldat (1935) aus der Perspektive des Gegners, der sich immer stärker annähert. Uhse war Chefredakteur der nationalsozialistischen Schleswig-Holsteinischen Tageszeitung in Itzehoe, die in ideologischer und journalistischer Konkurrenz zur Tageszeitung Das Landvolk (ebenfalls Itzehoe) stand. Er wurde nach seiner Entlassung für die Landvolkbewegung aktiv.

## Nachwirken
Bei Bauernprotesten 2021 in Berlin, bei denen es um „Düngeverordnungen, Corona-Hilfen und die Produktion von Nahrungsmitteln nach deutschen Standards“ ging, trugen aus Schleswig-Holstein angereiste Bauern Fahnen der Landvolk-Bewegung, die sich damit symbolisch auf die Landvolkbewegung beziehen. Als Bundeswirtschaftsminister Robert Habeck im Januar 2024 von Demonstranten in Schlüttsiel bedrängt wurde, hatte einer der Organisatoren ebenfalls die Fahne der historischen Landvolk-Bewegung an seinem LKW.

## Dokumentarfilm
Der Dokumentarfilm Stumpfe Sense – Scharfer Stahl. Bauern, Industrie und Nationalsozialismus von Quinka Stoehr, Kay Ilfrich und Jens Schmidt rekonstruiert die schleswig-holsteinische Landvolkbewegung Ende der 1920er Jahre und zeigt die Ursachen der Radikalisierung der Bauern. Der Film wurde ab August 2020 in Kinos in Schleswig-Holstein gezeigt und war mehrfach ausverkauft.